# Равникар, Дияна
Дияна Равникар (словен. Dijana Ravnikar; в девичестве — Грудичек (словен. Grudiček); 4 июня 1978 года, Риека, Союзная Республика Хорватия) — словенская биатлонистка и лыжница, выступавшая в начале карьеры за сборную Хорватии. Участница трёх зимних Олимпийских игр (2002, 2006, 2010) и девяти чемпионатов мира.

## Биография
Начинала карьеру в Хорватии в качестве лыжницы, участвовала в чемпионатах мира среди юниоров, а в 1999 году — во взрослом чемпионате мира, однако высоких мест не занимала.
В 2000 году приняла гражданство Словении и начала выступать в биатлоне. Представляла спортивный клуб «TSK Jub Dob Prii Ljubljani». На Кубке мира дебютировала в сезоне 2000/01 на этапе в Хохфильцене, заняв 97-е место в индивидуальной гонке. В первые два сезона, до Олимпиады-2002, ни разу не поднималась выше 60-х мест в личных видах.
На Олимпиаде в Солт-Лейк-Сити была 57-й в индивидуальной гонке и шестой в эстафете.
В сезоне 2003/04 набрала свои первые очки в зачёт Кубка мира, заняв 28-е место в гонке преследования на этапе в Поклюке. В сезоне 2004/05 на этапе в Оберхофе в эстафете в единственный раз поднялась на подиум, заняв третье место вместе с Андреей Коблар, Теей Грегорин и Тадеей Бранкович.
На Олимпийских играх 2006 года в Турине заняла шестое место в эстафете, 30-е — в индивидуальной гонке, 55-е — в спринте, а в гонке преследования отстала на круг.
В сезоне 2007/08 показала свой лучший результат в личных видах на уровне Кубка мира, заняв седьмое место в спринте на этапе в Пхёнчане.
На Олимпиаде 2010 года в Ванкувере была восьмой в эстафете, 35-й — в индивидуальной гонке, 37-й — в спринте и 39-й в гонке преследования. По окончании олимпийского сезона приостановила карьеру, однако вернулась на соревнования Кубка мира в сезоне 2012/13.
За свою карьеру участвовала в девяти чемпионатах мира по биатлону. Лучший результат в личных видах — десятое место в спринте в 2008 году в Эстерсунде, а в командных видах — четвёртое место в эстафете в 2007 году в Антерсельве. В общем зачёте Кубка мира лучший результат — 24-е место в сезоне 2007/08.
Завершила спортивную карьеру по окончании сезона 2012/13.

#### Результаты в общем зачёте Кубка мира
- 2000/01 — очков не набирала
- 2001/02 — очков не набирала
- 2002/03 — очков не набирала
- 2003/04 — 76-е место (3 очка)
- 2004/05 — 52-е место (40 очков)
- 2005/06 — 40-е место (106 очков)
- 2006/07 — 39-е место (97 очков)
- 2007/08 — 24-е место (241 очко)
- 2008/09 — не выступала
- 2009/10 — 43-е место (133 очка)
- 2010/11 — не выступала
- 2011/12 — не выступала
- 2012/13 — очков не набирала

## Личная жизнь
В 2007 году вышла замуж и сменила фамилию. По окончании карьеры родила двоих детей. Живёт в городе Чавле в приморской Хорватии.

## Статистика стрельба
| № п/п | Сезон     | Общая            | Индивидуальная гонка | Спринт          | Гонка преследования | Масс-старт     | Эстафета       |
| ----- | --------- | ---------------- | -------------------- | --------------- | ------------------- | -------------- | -------------- |
| 1     | 2000-2001 | 55.9 % (85/152)  | 55.0 % (33/60)       | 55.0 % (33/60)  | 0.0 % (0/0)         | 0.0 % (0/0)    | 59.4 % (19/32) |
| 2     | 2001-2002 | 65.3 % (160/245) | 62.5 % (50/80)       | 56.7 % (34/60)  | 70.0 % (28/40)      | 0.0 % (0/0)    | 73.8 % (48/65) |
| 3     | 2002-2003 | 66.4 % (192/289) | 72.5 % (29/40)       | 71.3 % (57/80)  | 61.0 % (61/100)     | 0.0 % (0/0)    | 65.2 % (45/69) |
| 4     | 2003-2004 | 68.2 % (152/223) | 71.7 % (43/60)       | 60.0 % (54/90)  | 75.0 % (45/60)      | 0.0 % (0/0)    | 76.9 % (10/13) |
| 5     | 2004-2005 | 78.8 % (238/302) | 88.3 % (53/60)       | 74.0 % (74/100) | 78.8 % (63/80)      | 0.0 % (0/0)    | 77.4 % (48/62) |
| 6     | 2005-2006 | 78.3 % (264/337) | 78.3 % (47/60)       | 77.8 % (70/90)  | 78.6 % (110/140)    | 85.0 % (17/20) | 74.1 % (20/27) |
| 7     | 2006-2007 | 83.1 % (304/366) | 82.5 % (66/80)       | 88.9 % (80/90)  | 80.7 % (113/140)    | 80.0 % (16/20) | 80.6 % (29/36) |
| 8     | 2007-2008 | 80.7 % (369/457) | 75.0 % (45/60)       | 82.0 % (82/100) | 85.7 % (120/140)    | 77.5 % (62/80) | 77.9 % (60/77) |
| 9     | 2009-2010 | 82.8 % (275/332) | 86.3 % (69/80)       | 89.0 % (89/100) | 78.0 % (78/100)     | 0.0 % (0/0)    | 75.0 % (39/52) |
| 10    | 2012-2013 | 78.8 % (41/52)   | 70,0 % (14/20)       | 85,0 % (17/20)  | 0,0 % (0/0)         | 0,0 % (0/0)    | 83,3 % (10/12) |